# Музей истории местного самоуправления Днепропетровской области
Музей истории местного самоуправления Днепропетровской области-один из шести филиалов Днепропетровского исторического музея, является самым молодым музеем Днепропетровской области.

## История
Нынешний музей находится в здании областного совета Днепропетровской области.
Этот дом строился в начале XX века как здание Екатеринославского Коммерческого училища. На собранные деньги его решили построить- 23 июля 1904 года здание было заложено, а 9 сентября-торжественно открыто.
Сооруженное по проекту талантливого Екатеринославского архитектора Д. С. Скоробогатова, трехэтажное здание училища, как отмечали современники, принадлежал к лучшим зданиям России подобного типа. В 1907 г. училище получило имя императора Николая II.
Директором училища с момента его основания и до 1918 г. был А. С. Синявский - историк, известный общественный и политический деятель, рядом с которым там работали выдающиеся деятели науки: Д.И.Яворницкий, Д.И.Дорошенко, И. М Труба, Ю. С. Крымский, И. П. Акинфиев, И. Ф. Вертоградов и другие.
Во время Первой мировой войны в стенах училища был лазарет (в 1915 г.).
Через год дом был вновь возвращен учебному заведению, но лишь на совсем короткий срок. Дальнейшие исторические события первой четверти XX века изменили назначение в использовании многих сооружений. Не обошла эта участь и здание Коммерческого училища. С начала 1920-го г. там содержались Екатеринославский губком и губисполком, позднее - Окружной исполком с отделами и Окружком КП (б) У, а с 1932 г. - уже Днепропетровский облисполком и партийные учреждения.
В 1935 г., после масштабного пожара, дом был реконструирован по проекту известного архитектора А. Л. Красносельского и надстроен еще двумя этажами, в результате чего были потеряны венцы элементы и внутреннее коридорная планировка.
Во время немецко-фашистской оккупации в доме содержались немецкий госпиталь и военная часть. При освобождения города здание не получил никаких повреждений.
С 1946 г. там вновь разместились партийные (до переселения их в 1970 г. до нового помещения, в котором сейчас находится областная государственная администрация) и советские органы власти.
В 1978 г. здание приобрело статус памятника истории, и к тому же была открыта и первая мемориальная доска, которая извещала, что в мае 1921 г. здесь выступал Ф. Э. Дзержинский.
В советские времена там работали известные государственные и партийные деятели СССР и Украины - Г.И. Петровский (выступал в мае 1937 г.), Л.И. Брежнев (1939-1941, 1947-1950), В.В. Щербицкий (1954 -1957, 1964-1965) - в 2003 г. была открыта памятная доска в его честь.

## Музей

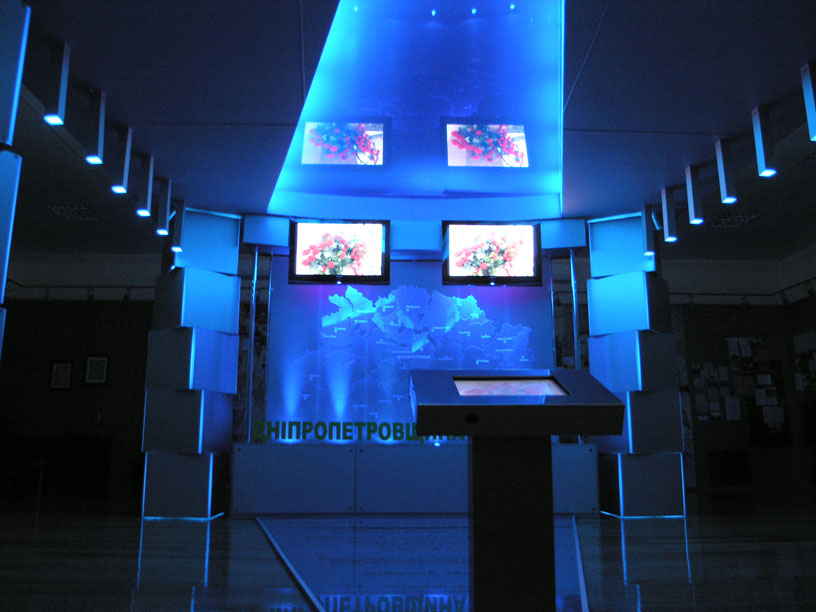
Экспозиция музея_01

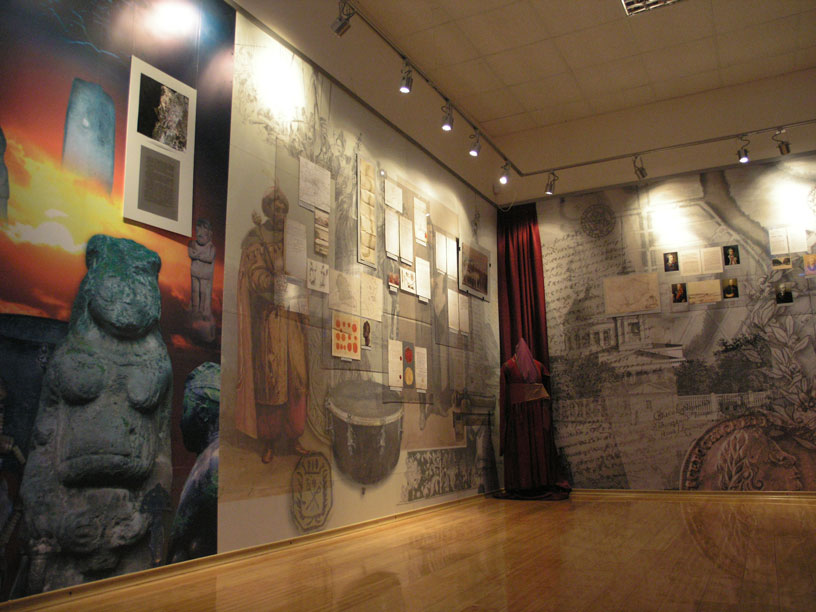
Экспозиция музея_02

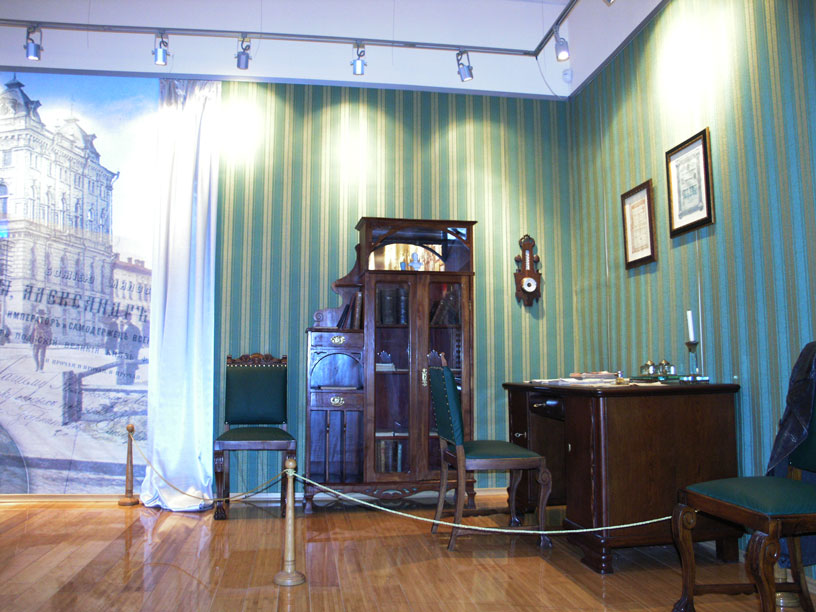
Экспозиция музея_03

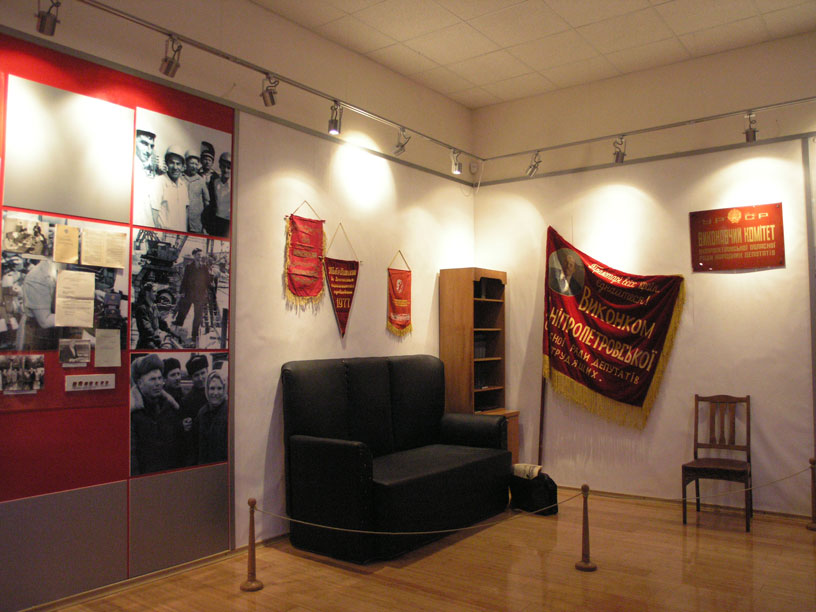
Экспозиция музея_04

Площадь Музея истории и развития самоуправления Днепропетровской области - свыше 200 кв.м.
Над дизайном помещения работал художник Днепропетровского исторического музея им. Д. И. Яворницкого Юрий Малиенко.
Тематическая структура экспозиции:
1. Запорожская Сечь - Христианская республика.
2. Развитие самоуправления в границах городских и сельских общин XVIII - нач.ХХ ст.
3. Земства и их роль в развитии самоуправления с 1860-х до 1917 гг
4. Советы рабочих депутатов с 1905 до 1917 гг
5. Советы рабочих, крестьянских и солдатских депутатов 1917-1920гг.
6. Совета депутатов трудящихся 1921-1989гг. Екатеринославской губернии, округа, Днепропетровской области.
7. Совета депутатов времен перестройки 1985-1990 гг
8. Совета депутатов в независимой Украине.